# Svetlana Nemoliaïeva
Svetlana Vladimirovna Nemoliaïeva (en russe : Светла́на Влади́мировна Немоля́ева), née le 18 avril 1937 à Moscou en URSS, est une actrice soviétique puis russe de théâtre et cinéma.

## Filmographie partielle

### Cinéma
- 1945 : Jumeaux (Близнецы) de Konstantin Youdine : Svetotchka
- 1958 : Eugène Onéguine (ru) (Евгений Онегин) de Roman Tikhomirov : Olga Larina
- 1967 : Brèves Rencontres (Короткие встречи) de Kira Mouratova : Lelia
- 1977 : Romance de bureau (Служебный роман) d'Eldar Riazanov : Olga Ryzhova
- 1983 : Le Mystère des Merles noirs (Тайна чёрных дроздов) de Vadim Derbeniov : Dolly Smith
- 1991 : Promesse du ciel (Небеса обетованные) d'Eldar Ryazanov : Aglaé Sviderskaya
- 1991 : Anna Karamazoff (Анна Карамазофф) de Rustam Khamdamov : voisine

### Télévision
- 2002 : L'Échec de Poirot (Неудача Пуаро) de Sergei Ursuliak : Cecil Ackroyd
- 2007 : Les Filles de Papa (Папины дочки) de Viatcheslav Mourougov et Alexandre Rodnianski : femme d'Aleksandre Aleksandrovitch

## Distinctions
- Artiste émérite de la RSFSR en 1973
- Artiste du Peuple de la RSFSR : 1980
- Ordre de l'Honneur : 1998
- Ordre du Mérite pour la Patrie de la IVe classe : 2007
- Ordre du Mérite pour la Patrie de la IIIe classe : 2012